# Julia Montilla
Julia Montilla (Barcelona, 1970) es una artista contemporánea española. Sus obras son creaciones sobre dispositivos visuales muy variados (vídeo, escultura, fotografía, instalaciones, ediciones, libro de artista, proyectos web, etc.). Es licenciada en Bellas Artes (Universitat de Barcelona, 1994) y tiene un Máster en Producciones artísticas e Investigación (UB, 2012). Ha participado en exposiciones en el MoMA PS1 (Nueva York), el Centro de Fotografía (Salamanca), el Palacio de la Virreina o el Espai 13 (Barcelona).
En 2013, realizó una exposición en el Espai 13 de la Fundación Joan Miró de Barcelona, en la que utilizó el fenómeno aparicionista de Garabandal, en Cantabria, para articular todo un análisis de la iconografía de las niñas visionarias y de su difusión en el imaginario popular. Mediante una serie de vitrinas que explicaban el origen del fenómeno de los misterios de Fátima, el espacio reconstruía el «cuadro de la calleja», el recinto protegido del acceso de las masas de visitantes donde se producían los éxtasis religiosos de las niñas. Además de otros materiales documentales de diferentes épocas, dos diaporamas con audio, Soportes vivientes para la fabricación de un mito, establecían a partir del archivo gráfico del fenómeno de Garabandal una crítica biopolítica a la construcción del milagro aparicionista inscrito en los cuerpos de las adolescentes.

## Exposiciones individuales
- 2015 — Agerraldia; Ver (re)velar. Usos y representaciones de lo inexplicable; Musac, León.[6][7]
- 2013 — El «cuadro de la calleja»; Fundació Joan Miró, Barcelona.[5]
- 2013 — Ídolos e idolillos; Palacio de la Magdalena, Santander.
- 2010 — Say yes!; Maribel López Gallery, Berlín (Alemania).
- 2009 — Los milagros de la voluntad y su fuerza plástica; Centro de Fotografía, Sala del Patio, Salamanca.
- 2009 — 122m!; Centro Cultural Matadero, Huesca.
- 2008 — Gogo-Arima Erradikalak; Galeria Toni Tàpies, Barcelona.
- 2007 — Julia Montilla. Programa de vídeo; Fundación Luis Seoane, La Coruña.
- 2006 — Too much heaven; Galeria Trama, Madrid.
- 2005 — Cartografía imaginaria; Centro Cultural Blanquerna, Madrid.
- 2003 — Double Feature; Galeria Toni Tàpies, Barcelona.
- 2003 — The Face of Fear; Fundació la Caixa, Lleida.[8]
- 2002 — Moonlight; Galeria Toni Tàpies, Barcelona.
- 2000 — Imago 2000; Palacio la Salina, Salamanca.
- 1999 — Dynamic Tracking; Capilla del Antiguo Hospital de la Santa Creu, Barcelona.
- 1999 — Precipitados; Galeria Toni Tàpies-Edicions T, Barcelona.
- 1998 — Chroma Key; Metrónom, Barcelona.
- 1997 — Acrobacias; La garita, Barcelona.
- 1996 — Untitled; La Capsa, Prat de Llobregat.